# 下所島
下所島（しもところじま）は、新潟県新潟市中央区の町字。現行行政地名は下所島一丁目及び下所島二丁目大字下所島。住居表示は一丁目及び二丁目が実施済み区域、大字下所島が未実施区域。郵便番号は950-0991。

## 概要
1889年（明治22年）から現在までの大字。信濃川下流右岸の自然堤防上に位置する。もとは江戸時代から1889年（明治22年）まであった下所島新田の区域の一部。

### 隣接する町字
北から東回り順に、以下の町字と隣接する。
- 上所
- 幸町
- 東幸町
- 堀之内
- 近江

## 歴史
1637年（寛永14年）に開発。

### 分立した町字
1889年（明治22年）以後に、以下の町字が分立。
幸町（さいわいちょう）
1969年（昭和44年）に分立した町字。
東幸町（ひがしさいわいちょう）
1984年（昭和59年）に分立した町字。

### 年表
- 1889年（明治22年）4月1日 : 合併により鳥屋王村の大字となり、1923年（大正12年）まで下所島新田と称する。
- 1901年（明治34年）11月1日 : 合併により鳥屋野村の大字となる。
- 1943年（昭和18年）5月3日 : 合併により新潟市の大字となる。
- 2007年（平成19年）4月1日 : 新潟市の政令指定都市移行により、中央区の大字となる。

## 世帯数と人口
2018年（平成30年）1月31日現在の世帯数と人口は以下の通りである。
| 丁目         | 世帯数  | 人口  |
| ------------ | ------- | ----- |
| 下所島一丁目 | 136世帯 | 235人 |
| 下所島二丁目 | 296世帯 | 491人 |
| 計           | 432世帯 | 726人 |

## 小・中学校の学区
市立小・中学校に通う場合、学区は以下の通りとなる。
| 大字・丁目   | 番地 | 小学校             | 中学校               |
| ------------ | ---- | ------------------ | -------------------- |
| 下所島       | 全域 | 新潟市立上所小学校 | 新潟市立鳥屋野中学校 |
| 下所島一丁目 | 全域 | 新潟市立上所小学校 | 新潟市立鳥屋野中学校 |
| 下所島二丁目 | 全域 | 新潟市立上所小学校 | 新潟市立鳥屋野中学校 |

## 主な企業・施設
- 新潟下所島郵便局

## 交通

### 鉄道
東日本旅客鉄道在来線
- 上所駅
  - ■越後線

### 道路
県道
- 新潟県道164号白山停車場女池線